# Episodi di Hill Street giorno e notte (terza stagione)
La terza stagione della serie televisiva Hill Street giorno e notte è stata trasmessa in anteprima negli Stati Uniti d'America dalla NBC tra il 30 settembre 1982 e il 12 maggio 1983.
| nº | Titolo originale                    | Titolo italiano | Prima TV USA      | Prima TV Italia |
| -- | ----------------------------------- | --------------- | ----------------- | --------------- |
| 1  | Trial by Fury                       |                 | 30 settembre 1982 |                 |
| 2  | Domestic Beef                       |                 | 7 ottobre 1982    |                 |
| 3  | Heat Rash                           |                 | 14 ottobre 1982   |                 |
| 4  | Rein of Terror                      |                 | 21 ottobre 1982   |                 |
| 5  | Officer of the Year                 |                 | 28 ottobre 1982   |                 |
| 6  | Stan the Man                        |                 | 4 novembre 1982   |                 |
| 7  | Little Boil Blue                    |                 | 11 novembre 1982  |                 |
| 8  | Requiem for a Hairbag               |                 | 18 novembre 1982  |                 |
| 9  | A Hair of the Dog                   |                 | 25 novembre 1982  |                 |
| 10 | Phantom of the Hill                 |                 | 2 dicembre 1982   |                 |
| 11 | No Body's Perfect                   |                 | 9 dicembre 1982   |                 |
| 12 | Santaclaustrophobia                 |                 | 16 dicembre 1982  |                 |
| 13 | Gung Ho                             |                 | 20 gennaio 1983   |                 |
| 14 | Moon Over Uranus                    |                 | 27 gennaio 1983   |                 |
| 15 | Moon Over Uranus: The Sequel        |                 | 3 febbraio 1983   |                 |
| 16 | Moon Over Uranus: The Final Legacy  |                 | 10 febbraio 1983  |                 |
| 17 | The Belles of St. Mary's            |                 | 17 febbraio 1983  |                 |
| 18 | Life in the Minors                  |                 | 24 febbraio 1983  |                 |
| 19 | Eugene's Comedy Empire Strikes Back |                 | 3 marzo 1983      |                 |
| 20 | Spotlight on Rico                   |                 | 28 aprile 1983    |                 |
| 21 | Buddy, Can You Spare a Heart?       |                 | 5 maggio 1983     |                 |
| 22 | A Hill of Beans                     |                 | 12 maggio 1983    |                 |